# Bogdan Hmelnicki
Bogdan Zinovij Mihajlovič Hmelnicki (staroukajinsko Ѕѣнові Богданъ Хмелнiцкiи, ukrajinsko Богдан Зиновій Михайлович Хмельницький, latinizirano: Bogdan Zynovij Myhajlovyč Hmel'nyc'kyj, poljsko Bohdan Chmielnicki) je bil pripadnik šlahte in hetman Zaporoških kozakov, * okoli 1595, Subotiv, Krona kraljevine Poljske (danes Ukrajina), † 6. avgust 1657. 
Zaporožje je bilo takrat pod oblastjo poljsko-litovske Republike obeh narodov, ki se je zavzemala za spreobrnitev pretežno pravoslavnega prebivalstva v katolištvo. Leta 1648–1654 je ob pomoči krimskega kana vodil upor proti Republiki obeh narodov in njenim magnatom (1648–1654), po katerem je bila v Ukrajini ustanovljena neodvisna kozaška država Kozaški hetmanat. V bitki pri Berestečku (1651) je zavezništvo med Zaporoškimi kozaki in Krimskimi Tatari propadlo. Kozaki so utrpeli hud poraz in bili prisiljeni v Bili cerkvi podpisati mirovni sporazum, ugoden za Republiko obeh narodov. Hmelnicki je začel iskati drugega tujega zaveznika, ki bi kozaški državi zagotovil legitimnost. Pogajal se je z osmanskim sultanom, vendar večinoma pravoslavno prebivalstvoni bilo pripravljeno sprejeti vazalstvo pod muslimanskim vodstvom in ruskim carjem, ki pa so potekala počasi. Leta 1654 je z ruskim carjem Aleksejem naposled sklenil Perejaslavski sporazum, ki je kozaški hetmanat podredil Ruskemu carstvu, s čimer je osrednje ozemlje današnje Ukrajine postavil pod rusko zaščito. Med vstajo so kozaki v letih 1648–1649 pobili več tisoč Judov, katere so obtoževali finančnega izkoriščanja, kar je bil eden najbolj travmatičnih dogodkov v zgodovini Judov v Ukrajini.

## Življenje

### Mladost
Natančen datum njegovega rojstva ni znan. Ukrajinski zgodovinar Mihajlo Maksimovič domneva, da je bil rojen verjetno na dan sv. Teodorja, 27. decembra 1595 po julijanskem koledarju. Po pravoslavnih običajih je bil krščen z enim od svojih srednjih imen, Teodor, v ukrajinskem prevodu Bogdan. Življenjepis Hmelnickega, ki sta ga napisala Smolij in Stepankov, nakazuje, da je bolj verjetno, da je bil rojen 9. novembra na praznik sv. Zenobija, po julijanskem koledarju 30. oktobra, in bil krščen v katoliški cerkvi 11. novembra na praznik sv. Teodorja.
Rojen je bil verjetno v vasi Subotiv blizu Čigirina v Kraljevini Poljski na posestvu svojega očeta Mihajla Hmelnickega. Oče je bil nižji ukrajinski plemič in dvorjan velikega kronskega hetmana Stanislava Żółkiewskega. Kasneje se je pridružil dvoru svojega zeta Jana Daniloviča, ki je leta 1597 postal starešina Korsuńa in Čigirina, ter Mihajla imenoval za svojega namestnika (pidstarosta) v Čigirinu. Za svojo službo je dobil zemljišče v bližini Čigirina, kjer je postavil hutor Subotiv. 
Obstajajo polemike o tem, ali sta Bogdan in njegov oče pripadala poljskemu plemstvu (šlahta). Nekateri viri navajajo, da je bil njegov oče Mihajlo leta 1590 imenovan za sotnika korsunsko-čigirinskega starešine Jana Daniloviča, ki je nadaljeval s koloniziranjem novih ukrajinskih dežel ob reki Dneper. Hmelnicki se je štel za plemiča in status njegovega očeta kot čigirinskega pidstaroste mu je pomagal, da so ga tudi drugi imeli za takega. Med vstajo je Hmelnicki poudarjal kozaške korenine svoje matere in očetove podvige s kozaki v Zaporoški seči. 
Hmelnicki je obiskoval jezuitski kolegij, verjetno v Jaroslavu, še bolj verjetno pa v Lvovu v šoli, ki jo je ustanovil hetman Żółkiewski. Šolanje je zaključil leta 1617, pridobil široko znanje svetovne zgodovine ter se naučil poljščine in latinščine. Kasneje se je naučil tudi turščine, tatarščine in francoščine. Za razliko od mnogih drugih jezuitskih učencev ni prevzel rimokatoliške vere, ampak je ostal pravoslaven. 

### Poroka in družina
Hmelnicki se je poročil s Hano Somkivno, sestro bogatega perejaslavskega kozaka. Zakonca sta se naselila v Subotivu. Do druge polovice 1620. let sta imela tri hčere: Stepanijo, Oleno in Katerino. Njegov prvi sin Timiš (Timofij) se je rodil leta 1632, drugi sin Jurij pa leta 1640.

### Kozak
Po zaključku študija leta 1617 je Hmelnicki vstopil v službo pri kozakih. Ko je poljsko-litovska republika začela vojno proti Osmanskemu cesarstvu, je bil leta 1619  skupaj z očetom poslan v Moldavijo. Med bitko pri Cecori (Țuțora) 17. septembra 1620 je bil njegov oče ubit, mladega Hmelnickega pa so med številnimi drugimi kozaki, vključno z bodočim hetmanom Stanislavom Koniecpolskim, ujeli Turki. Naslednji dve leti je preživel v ujetništvu v Carigradu kot ujetnik osmanskega kapudan paše, domnevno Parlak Mustafa paše. Drugi viri trdijo, da je svoje ujetništvo preživel v osmanski mornarici na galejah kot veslač, kjer se je naučil turščine.
O tem, kako se je vrnil v Ukrajino, ni nobenega podatka. Večina zgodovinarjev meni, da je pobegnil ali bil odkupljen. Glede njegovega dobrotnika se viri razlikujejo in omenjajo njegovo mater, prijatelje, poljskega kralja – morda Krištofa Zbaraskega, veleposlanika Republike obeh narodov v Osmanskem cesarstvu. Slednji je leta 1622 plačal 30.000 tolarjev odkupnine za vse vojne ujetnike, ujete v bitki pri Cecori. Po vrnitvi v Subotiv je Hmelnicki prevzel očetovo posestv in postal registrirani kozak v Čigirinskem polku. 
Najverjetneje ni sodeloval v nobenem od kozaških uporov, ki so takrat izbruhnili v Ukrajini. Njegova zvesta služba mu je leta 1637 prinesla čin vojaškega pisarja (pisarz wojskowy) registriranih kozakov. To se je zgodilo po kapitulaciji Pavljukove vstaje v mestu Borovca 24. decembra 1637, ko je feldhetman Mikołaj Potocki imenoval novo kozaško starešinstvo. To je moral storiti, ker so se nekateri starešine pridružili Pavljuku ali pa jih je ta ubil, kot na primer častnika Teodorja Onuškoviča. Zaradi svojega novega položaja je bil Hmelnicki tisti, ki je pripravil in podpisal kapitulacijo. Spopadi v Borovici se niso ustavili, ker so se uporniški kozaki pod Ostrjaninovim poveljstvom znova dvignili spomladi naslednje leto. Mikołaj Potocki je bil znova uspešen in po šestih tednih obleganja 3. avgusta 1638 prisilil kozake h kapitulaciji. Tako kot leto prej se je tudi tokrat upornikom pridružilo nekaj registriranih kozakov, nekateri pa so ostali zvesti poljski kraljevini. Za razliko od prejšnjega upora se je Potocki tokrat odločil, da ne bo kaznoval upornih kozakov, temveč je vse prisilil, da so prisegli zvestobo kralju in državi in da se ne bodo maščevali. Hetman se je tudi strinjal z njihovo prošnjo, da pošljejo odposlance h kralju s prošnjo za milost in ohranitev kozaških pravic. Delegati so bili Izvoljeni na zboru v Kijevu  9. septembra 1638. Eden od njih je bil Bogdan Hmelnicki, drugi trije pa Ivan Bojarin, polkovnik Kaniówa, Roman Poliviec in Jan Volčenko. Odposlanci niso dosegli veliko, predvsem zato, ker je vse odločitve sprejel Sejm že v začetku tega leta, ko so poslanci sprejeli načrt, ki ga je predstavil veliki hetman Stanislav Koniecpolski. Kozaki so bili na naslednji skupščini v Maslovem stavu ob reki Ros prisiljeni sprejeti ostre nove pogoje. V skladu z enim od členov Ordynacya Woyska Zaporowskiego (Ureditev zaporoške vojske) so registrirani kozaki izgubili pravico voliti svoje častnike in poveljnika, imenovanega starešina (starszy) ali komisar. Odslej naj bi starešino sprejemal Sejm (poljski parlament) na podlagi priporočila velikega hetmana. Veliki hetman je dobil tudi pravico do imenovanja vseh častnikov. Komisarji, polkovniki in osauli so morali biti plemiči, sotniki in atamani pa kozaki, ki so se »odlikovali v službi za nas in vso državo«. Hmelnicki je postal eden od sotnikov Čigrinskega polka. 
Leta 1663 je Pierre Chevalier v Parizu izdal knjigo o kozaškem uporu z naslovom Histoire de la guerre des Cosaques contre la Pologne (Zgodovina vojne kozakov proti Poljski), ki jo je posvetil Nicolasu Léonorju de Flessellesu, grofu de Brégyju, ki je bil leta 1645 veleposlanik na Poljskem. V posvetilu je opisal srečanje de Brégyja s Hmelnickim in skupino kozakov, ki jih je poslal v Francijo, da bi se borili proti Španiji v Flandriji. Chevalier je trdil, da je Hmelnicki sam poveljeval kozakom v Flandriji. Kasneje v knjigi Chevalier niti enkrat ne omenja ne Kozakov ne Hmeljnickega. Chevalier v svoji drugi knjigi Relation des Cosaques (avec la vie de Kmielniski, tirée d'un Manuscrit) (Odnosi kozakov (z življenjem Kmielniskega, vzetim iz rokopisa)), izdani isto leto, ki prav tako vsebuje biografijo Hmelnickega, ni omenjeno niti njegovo njegovo niti katero koli drugo kozaško bivanje v Franciji ali Flandriji. Prva Chevalierjeva knjiga je edini vir, ki omenja te dogodke, o katerih v korespondenci grofa de Brègyja ni nobene sledi, čeprav je res, da je Hmelnicki na Poljskem v letih 1646-1648 rekrutiral vojake za francosko vojsko. Zbral je približno 3.000 vojakov, ki so preko Gdanska odpotovali v Flandrijo in sodelovali v bojih okoli Dunkerquea. Francoski viri jih opisujejo kot infanterie tout Poulonnois qu'Allemand (poljska in nemšla pehota). Poveljevali so jim polkovniki Krištof Przyjemski, Andrej Przyjemski in Jurij Cabray. Drugi skupini nabornikov, ki je bila odposlana leta 1647, sta poveljevala Jan Pleitner, nizozemski vojaški inženir v službi Vladislava IV., in Jan Denhoff, polkovnik kraljeve garde. Francoski zgodovinar iz 17. stoletja Jean-François Sarasín v svoji Histoire de siège de Dunkerque (Zgodovina obleganja Dunkerquea) med opisi sodelovanje poljskih plačancev v bojih za Dunkerque ugotavlja, da jim je poveljeval nek "Sirot". Nekateri zgodovinarji v njem prepoznavajo kozaškega atamana Ivana Sirka.
Trditve, da so bili Hmelnicki in kozaki dejansko v Franciji, podpirajo nekateri ukrajinski zgodovinarji, medtem ko se drugim in večini poljskih znanstvenikov to zdi malo verjetno. 

### Afera Czapliński
Po smrti magnata Stanisława Koniecpolskega marca 1646 je njegov naslednik Aleksander Koniecpolski ponovno narisal zemljevide svojih posesti in posestvo Hmelnickega štel za svoje. Hmelnicki je poskušal najti zaščito pred grabežem močnega magnata, zato je pisal številne pritožbe in pisma različnim predstavnikom Poljske krone, vendar brez uspeha. Konec leta 1645 je čigirinski starosta Daniel Czapliński uradno prejel pooblastilo Koniecpolskega za zaseg posestva Hmelnickega. 
Poleti 1646 je Hmelnicki organiziral sprejem pri kralju Vladislavu IV., da bi mu predstavil svoj primer, saj je imel na dvoru dober položaj. Vladislav, ki je želel imeti kozake na svoji strani v prihodnih vojnah, je Hmelnickemu podelil kraljevo listino, s katero je zaščitil njegove pravice do subotivske posesti. Zaradi takratne strukture Republike obeh narodov in brezpravnosti, ki je vladala v Ukrajini, niti kralj ni mogel preprečiti spopada z lokalnimi magnati. V začetku leta 1647 je Danijel Czapliński začel nadlegovati Hmelnickega, da bi ga pregnal s posesti. Magnat je dvakrat napadel Subotiv. V napadih je bila povzročena velika gmotna škoda, sin Hmelnickega Jurij pa je bil hudo pretepen. Czaplińskemu je aprila 1647 končno uspelo Hmelnickega pregnati s posesti, da je bil prisiljen s svojo veliko družino preseliti se v hišo sorodnika v Čigirinu. 
Maja 1647 je Hmelnicki organiziral drugo avdienco pri kralju, da bi zagovarjal svoj primer, vendar je ugotovil, da se kralj ni pripravljen soočiti z močnim magnatom. Poleg tega, da je izgubil posestvo, je Hmelnicki utrpel še izgubo žene Hane in ostal sam z njunimi otroki. Kmalu zatem se je poročil z Motrono (Helena Czaplińska), takrat ženo Daniela Czaplińskega, imenovano tudi "Helena iz stepe". Svoje posesti ni mogel niti dobiti nazaj niti dobiti finančne odškodnine zanjo. V tem času se je srečal z več višjimi poljskimi uradniki, s katerimi so razpravljali o kozaški vojni s Tatari. Razgovore je izkoristil za razgovor s Czaplińskim, vendar tudi tokrat neuspešno. 
Hmelnicki ni našel podpore pri poljskih uradnikih, našel pa jo je pri svojih kozaških prijateljih in podrejenih. Na njegovi strani so bili njegov Čigirinski polk in drugi. Hmelnici je vso jesen  1647 potoval od enega polka do drugega in imel številne posvete s kozaškimi voditelji po vsej Ukrajini. Njegova dejavnost je vzbudila sum pri lokalnih poljskih oblasteh, že vajenih kozaških uporov, in Hmelnicki je bil aretiran. Koniecpolski je izdal ukaz za njegovo usmrtitev, vendar so čigirinskega kozaškega polkovnika, ki je zadrževal aretiranega Hmelnickega, prepričali, da ga je izpustil. Ker ni želel še naprej izzivati usode, se je Hmelnicki s skupino svojih privržencev odpravil proti Zaporoški Seči. 

### Upor
Četudi afera Czapliński na splošno velja za neposreden vzrok za vstajo, je bila predvsem katalizator dejanj, ki so bila posledica naraščajočega ljudskega nezadovoljstva. Na nezadovoljstvo so vplivali predvsem vera, etnična pripadnost in gospodarstvo. Republika obeh narodov je bila predvsem država Poljakov in Litovcev, precejšnja populacija pravoslavnih Ukrajincev pa je bila v njej prezrta. Od poljskih magnatov zatirani Ukrajinci so svojo jezo stresali na Poljake, pa tudi na Jude, ki so pogosto upravljali posestva poljskih plemičev. Prihod protireformacije je še poslabšal odnose med pravoslavno in katoliško Cerkvijo. Mnogi pravoslavni Ukrajinci so v Brestlitovski uniji videli grožnjo svoji veri. 

#### Začetni uspehi
Konec leta 1647 je Hmelnicki dosegel izliv reke Dneper. 7. decembra je njegov majhen odred 300–500 mož s pomočjo registriranih kozakov, ki so prešli na njegovo stran, razorožil majhen poljski odred, ki je varoval območje, in zavzel Zaporoško Seč. Poljaki so poskušali ponovno zavzeli Seč, vendar so bili odločilno poraženi, ko se je kozaškim silam pridružilo več registriranih kozakov. Konec januarja 1648 je bila sklicana kozaška Rada (skupščina) in Hmelnicki je bil soglasno izvoljen za hetmana. Sledilo je obdobje vročične dejavnosti. Kozaki so bili s hetmanovimi pismi poslani v številne regije Ukrajine, v katerih so pozivali kozake in pravoslavne kmete, naj se pridružijo uporu. Uporniki so utrdili otok Horticja in vložili veliko naporov za pridobitev in izdelavo orožja in streliva. Odposlanci so bili poslani tudi h krimskemu kanu Islamu III. Geraju. 
Poljske oblasti novice o prihodu Hmelnickega v Seč in poročil o uporu sprva niso jemale resno. Obe strani sta izmenjali sezname zahtev: Poljaki so od kozakov zahtevali, naj predajo uporniškega voditelja in se razpustijo, medtem ko sta Hmelnicki in Rada zahtevala, da Republika obeh narodov povrne starodavne pravice kozakov, ustavi širjenje ukrajinske grkokatoliške cerkve, prizna pravice Seči in registriranih kozaških polkov ter umik čet Republike obeh narodov iz Ukrajine. Poljski magnati so zahteve razumeli kot žalitev in vojska pod vodstvom Štefana Potockega je krenila proti Seči. 
Če bi kozaki ostali na Horticji, bi bili morda poraženi, kot v mnogih drugih uporih, vendar se je Hmelnicki odločil krenil proti Poljakom. Obe vojski sta se srečali 16. maja 1648 pri Žovti vodi, kjer so Kozaki ob pomoči Tugraj begovih Tatarov zadali prvi poraz Republiki obeh narodov. Kozaki so bili uspešni tudi v bitki pri Korsuńu 26. maja 1648. Hmelnicki je uporabil svoje diplomatske in vojaške sposobnosti. Pod njegovim vodstvom se je kozaška vojska premaknila na bojne položaje po njegovih načrtih. Kozaki so bili aktivni in odločni v svojih manevrih in napadih in kar je najpomembneje, pridobili so podporo obeh velikih kontingentov registriranih kozakov in krimskega kana, njihovega ključnega zaveznika v številnih prihodnjih bitkah.

#### Ustanovitev Kozaškega hetmanata
Jeruzalemski patriarh Pajzej, ki je bil v tem času na obisku v Kijevu, je Hmelnickega po besedah sodobnikov označil za kneza Rusije in vodjo neodvisne ukrajinske države. Februarja 1649 je Hmelnicki med pogajanji v Perejaslavu s poljsko delegacijo, ki jo je vodil senator Adam Kysil, izjavil, da je "edini avtokrat Rusije" in ima "dovolj moči v Ukrajini, Podolju in Voliniji ... v svoji deželi in kneževina se je razteza do Lvova, Chełma in Haliča".
Naredil sem že več, kot sem nameraval, in zdaj bom pridobil, kar sem pred kratkim načrtoval. Osvobodil bom iz poljskega gorja vse ukrajinsko ljudstvo! Prej sem se boril za žalitve in krivice, ki so mi bile povzročene, zdaj se bom boril za našo pravoslavno vero. In vsi ljudje mi bodo pri tem pomagali vse do Lublina in Krakova in od ljudi se ne bom umaknil, saj so naša desna roka. In da ne boste napadli kozakov z osvajanjem kmetov, jih bom imel (na svoji strani) dvesto, tristo tisoč.— Bogan Hmelncki, knez Rutenije, 
Po obdobju vojaških uspehov se je začel državotvorni proces. Njegovo vodstvo se je izkazalo na vseh področjih gradnje države: v vojski, upravi, financah, gospodarstvu in kulturi. Hmelnicki je za vrhovno oblast v novi ukrajinski državi postavil Zaporoško Seč in pod svojo oblastjo združil vsa področja ukrajinske družbe. Hmelnicki je zgradil nov državni sistem ter razvil vojaško in civilno upravo. 
V ospredje je stopila nova generacija državnikov in vojskovodij: Ivan Vigovski, Pavlo Teterja, Danilo Nečaj in Ivan Nečaj, Ivan Bogun in Grigorij Guljanicki. Iz kozaških polkovnikov, častnikov in vojaških poveljnikov se je rodila nova elita znotraj kozaške hetmanske države. Elita je vsa leta ohranjala in vzdrževala avtonomijo kozaškega hetmanata kljub poskusom Rusije, da bi jo omejila. Ti poskusi so bili ključnega pomena za začetek obdobja rušenja, ki je sledilo, in sčasoma uničilo večino dosežkov iz obdobja Hmelnickega.

#### Zapleti
Začetnim uspehom Hmelnickega je sledil niz neuspehov, saj niti Hmelnicki niti Republika obeh narodov nista imela dovolj moči, da bi stabilizirala razmere ali porazila nasprotnika. Sledilo je obdobje občasnih vojn in več mirovnih sporazumov, ki so bile le redko izpolnjeni. Od pomladi 1649 dalje so se razmere za kozake obračale na slabše. Ko so se poljski napadi povečevali, so postali tudi uspešnejši. Zborivski sporazum, sklenjen 18. avgusta 1649, je bil za kozake neugoden. Sledil je nov poraz v bitki pri Berestečku 18. junija 1651, v kateri so Tatari izdali Hmelnickega in ga zaržali v ujetništvu. Kozaki so bili v bitki hudo poraženi. Ocenjuje se, da so izgubili okoli 30.000 mož in bili prisiljeni v Bili cerkvi podpisati mirovni sporazum, ugoden za Republiko obeh narodov. Vojna se je znova začela in skoraj brez prestanka trajala nekaj naslednjih let. V njej so igrali ključno vlogo Krimski Tatari, ki niso dovolili zmagati nobeni strani. V njihovem interesu je bilo, da tako Ukrajina kot poljsko-litovska skupnost ne postaneta preveč močni in postaneta učinkovita sila v regiji.
Hmelnicki je začel iskati drugega tujega zaveznika. Čeprav so kozaki vzpostavili svojo neodvisnost od Poljske, je nova država potrebovala legitimnost, ki bi jo lahko zagotovil tuj monarh. V iskanju zaščitnika se je Hmelnicki leta 1651 obrnil na osmanskega sultana in z njim izmenjal uradna veleposlaništva. Turki so ponudili vazalstvo, podobno vazalstvu Krimskega kanata, Moldavije in Vlaške. Ideja o združitvi z muslimanskim monarhom za preprosto prebivalstvo in večino kozakov ni bila sprejemljiva. 
Drugi možni zaveznik je bilo Rusko carstvo, vendar je car kljub pozivom Hmelnickega za pomoč v imenu skupne pravoslavne vere raje počakal, dokler ga grožnja kozaško-osmanske zveze leta 1653 ni prisilila k ukrepanju. Carjeva naklonjenost sprejetju Ukrajine pod njegovo oblast je okrepila delovanje diplomacije.

#### Sporazum s carjem
Po nizu pogajanj je bilo dogovorjeno, da bodo kozaki sprejeli oblast carja Alekseja Mihajloviča. Za dokončno sklenitev sporazuma je rusko veleposlaništvo pod vodstvom bojarja Vasilija Buturlina prišlo v Perejaslav, kjer je bila 18. januarja 1654 sklicana kozaška Rada in sklenjen sporazum. Zgodovinarji nimajo enotnega mnenja o namerah carja in Hmelnickega pri podpisu tega sporazuma. Sporazum je uzakonil ruske zahteve po prestolnici Kijevske Rusije in okrepil carjev vpliv v regiji. Hmelnicki je na drugi strani potreboval sporazum, da bi pridobil legitimno monarhovo zaščito in podporo prijateljske pravoslavne sile. 
Zgodovinarji so različno razumeli cilje Hmelnickega z vstopanjem unijo: ali naj bi šlo za vojaško zvezo, suverenost ali popolno vključitev Ukrajine v rusko carstvo.
Razlike so se pokazale med slovesnostjo prisege zvestobe carju: ruski odposlanec na prisego kozakov in Ukrajincev ni hotel odgovoriti s prisego carja svojim podanikom, kot so pričakovali Kozaki in Ukrajinci in je bila navada poljskega kralja. 
Hmelnicki je odvihral iz cerkve in zagrozil, da bo odpovedal celoten sporazum. Kozaki so se odločili utišati njegovo grožnjo in spoštovati sporazum. 

### Zadnja leta
Po sklenitvi Perejaslavskega sporazuma leta 1654 se je geopolitični zemljevid regije zelo spremenil. Na sceno je stopila Rusija, Tatari, nekdanji zavezniki kozakov, pa so prešli na poljsko stran ter začeli vojno proti Hmelnickemu in njegovim silam. Tatarski napadi so izpraznili celotna območja Seči. Kozaki so se s pomočjo carske vojske maščevali Poljakom v Belorusiji in spomladi 1654 pregnali Poljake iz večjega dela države. V boj so vstopili Švedi. Stari nasprotniki tko Poljske kot Rusije so zasedli del Litve, preden je lahko tja prišla ruska vojska. 
Švedska okupacija Rusiji ni bila všeč, ker si je car prizadeval zavzeti švedske baltske province. Leta 1656, ko je bila Republika obeh narodov vse bolj razdejana v vojni, a tudi vse bolj sovražna in uspešna proti Švedom, se je Švedom pridružil vladar Transilvanije Jurij II. Rákóczi. Švedski Karel X. ga je prosil za pomoč zaradi množičnega poljskega ljudskega nasprotovanja in odpora proti Švedom. Pod udarci z vseh strani je Republika obeh narodov komaj preživela. 
Rusija je julija 1656 napadla Švedsko, medtem ko so bile njene sile močno vpletene v vojni s Poljsko. Ta vojna se je dve leti kasneje končala s statusom quo in močno zapletla status Hmelnickega, ki se je zdaj kot njegov zaveznik hkrati boril proti svojemu vladarju. Poleg diplomatskih napetosti med carjem in Hmelnickim so se med njima pojavila še številna druga nesoglasja. Zlasti so se nanašala na vmešavanje ruskih uradnikov v finance Kozaškega hetmanata in novo zasedeno Belorusijo. Car je leta 1656 v Vilni sklenil s Poljaki separatni mir. Hetmanovi odposlanci se pogajanj niso smeli udeležiti. 
Hmelnicki je zato carju napisal ogorčeno pismo, v katerem ga je obtožil kršitve Perejaslavskega sporazuma. Švede je primerjal s carjem in rekel, da so prvi bolj častni in zaupanja vredni od Rusov.
Na Poljskem so kozaška vojska in njeni transilvanski zavezniki utrpeli številne neuspehe. Posledično se je moral Hmelnicki spopasti s kozaškim uporom na domači fronti, s Krima pa so prihajale zaskrbljujoče novice, da se Tatari v zavezništvu s Poljsko pripravljajo na novo invazijo na Ukrajino. Čeprav že bolan, je Hmelnicki nadaljeval z diplomatsko dejavnostjo in na neki točki kar iz svoje postelje sprejel carjeve odposlance.
22. julija 1657 je Hmelnicki po avdienci pri kijevskem polkovniku Ždanoviču doživel možgansko krvavitev in ostal paraliziran. Njegov pohod v Haličino je propadel zaradi upora v njegovi vojski. Manj kot teden dni kasneje je Bogan Hmelnicki ob 5. uri zjutraj 27. julija 1657 umrl. Njegovo truplo so iz prestolnice Čigirin odpeljali na njegovo posestvo v Subotiv, kjer so ga 23. avgusta pokopali v cerkvi njegovih prednikov. Leta 1664 je poljski hetman Stefan Czarniecki ponovno zavzel Subotiv in po mnenju nekaterih ukrajinskih zgodovinarjev ukazalo izkopati in oskruniti trupli hetmana in njegovega sina Timiša. Drugi zgodovinarji trdijo, da se to ni zgodilo.

## Vplivi
Hmelnicki je imel odločilen vpliv na zgodovino Ukrajine. Ni le oblikoval prihodnosti Ukrajine, ampak je vplival tudi na razmerje moči v Evropi, saj so oslabitev Poljske in Litve izkoristile Avstrija, Saška, Prusija in Rusija. Na njegova dejanja in vlogo v dogajanju so različni sodobniki gledali različno in tudi zdaj obstajajo zelo različni pogledi na njegovo zapuščino. 

### Ukrajinska ocena
V Ukrajini Hmelnicki na splošno velja za narodnega heroja. Po njem se imenujeta mesto in regija. Njegova podoba je vidno prikazana na ukrajinskih bankovcih in njegov spomenik v središču Kijeva je osrednja točka ukrajinske prestolnice. Obstaja tudi Red Bogdana Hmelnickega, eno najvišjih odlikovanj v Ukrajini in nekdanji Sovjetski zvezi. 
Vrednotenje njegove zapuščine kljub pozitivnim učinkom tudi v Ukrajini še zdaleč ni enotno. Kritizirajo ga zaradi zveze z Rusijo, ki se je po mnenju nekaterih izkazala za pogubno za prihodnost države. Eden od zelo glasnih in ostrih kritikov Hmelnickega je bil ukrajinski narodni pesnik Taras Ševčenko. Drugi ga kritizirajo zaradi njegovega zavezništva s krimskimi Tatari, ki je slednjim omogočilo, da so zasužnjili veliko ukrajinskih kmetov. Kozaki kot vojaška kasta namreč niso zaščitili holopov, najnižjega sloja ukrajinskega prebivalstva. Na splošno je pogled na njegovo zapuščino v današnji Ukrajini bolj pozitiven kot negativen, pri čemer nekateri kritiki priznavajo, da je zvezo z Rusijo narekovala nuja in poskus preživetja v tistih težkih časih. 
V anketi Ukrajinske sociološke skupine Rating je imelo leta 2018 73 % ukrajinskih anketirancev pozitiven odnos do Hmelnickega.

### Poljska ocena
Vloga Hmelnickega v zgodovini poljske države je bila večinoma ocenjena negativno. Upor leta 1648 se je izkazal za konec zlate dobe Republike obeh narodov in začetek njenega propada. Čeprav je Poljska preživela upor in naslednjo vojno, je bila v naslednjih sto letih razdeljena med Rusijo, Prusijo in Avstrijo. Številni Poljaki so za propad Republike obeh narodov krivili prav Hmelnickega.
Hmelnicki je bil predmet več leposlovnih del poljske književnosti 19. stoletja. Njegovo najbolj opazno obravnavo v poljski književnosti je mogoče najti v romanu Z ognjem in mečem Henryka Sienkiewicza. Sienkiewiczev precej kritičen portret Hmelnickega je bil v filmski priredbi Jerzyja Hoffmana iz leta 1999 nekoliko moderniziran.

### Rusko in sovjetsko zgodovinopisje
Uradno rusko zgodovinopisje je poudarjalo dejstvo, da je Hmelnicki sklenil unijo z moskovskim carjem Aleksejem Mihajlovičem "z izrazito željo po ponovni združitvi" Ukrajine z Rusijo. Ta pogled se je ujemal z uradno rusko teorijo, da naj bi bila Moskva dedič Kijevske Rusije in je v skladu s tem priključila svoja nekdanja ozemlja.
Hmelnicki je veljal za narodnega heroja Rusije, ker je Ukrajino pripeljal v "večno zvezo" vseh Rusij: Velike (Rusija), Male (Ukrajina) in Bele (Belorusija) Rusije. Kot tak je bil v času obstoja Ruskega imperija zelo spoštovan in čaščen. Njegova vloga je bila predstavljena kot model, kateremu bi morali slediti vsi Ukrajinci in si prizadevati za tesnejše vezi z Veliko Rusijo. To stališče je bilo izraženo v spomeniku, ki ga je naročil ruski nacionalist Mihail Juzefovič in so ga leta 1888 postavili v središču Kijeva.
Ruske oblasti so se odločile, da je prvotna različica spomenika, ki ga je ustvaril ruski kipar Mihail Mikešin, preveč ksenofobična, ker je upodabljala premaganega Poljaka, Juda in katoliškega duhovnika pod konjskimi kopiti. Napis na spomeniku se je glasil: "Bogdanu Hmelnickemu iz ene in nedeljive Rusije". Mikešin je ustvaril tudi spomenik Tisočletje Rusije v Novgorodu, ki prikazuje Hmelnickega kot eno vidnih ruskih osebnosti.
Sovjetsko zgodovinopisje je v mnogih pogledih sledilo teoriji imperialistične Rusije o ponovni združitvi, hkrati pa je zgodbi dodalo dimenzijo razrednega boja. Hmelnicki je bil hvaljen ne le za ponovno združitev Ukrajine z Rusijo, ampak tudi za organizacijo razrednega boja zatiranih ukrajinskih kmetov proti poljskim izkoriščevalcem. 

### Judovsko zgodovinopisje
Ocena Hmelnickega v judovskem zgodovinopisju je izrazito negativna, ker je imel Jude za pomočnike poljske šlahte, ki je Jude pogosto zaposlovala kot pobiralce davkov. Hmelnicki si je prizadeval v Ukrajini iztrebiti Jude. Po Zborivskem sporazumu je bilo vsem Judom prepovedano živeti na ozemlju, ki so ga nadzirali kozaški uporniki. 
Vstaja Hmelnickega je povzročila smrt vsaj nekaj tisoč Judov, ki so živeli na ukrajinskem ozemlju. Zaradi pomanjkanja zanesljivih podatkov za oceno števila lokalnega judovskega prebivalstva in števila žrtev je natančna ocena za zgodovinarje težka, če ne nemogoča naloga. Viri omenjajo 100.000 ubitih Judov. Zgodbe o grozodejstvih nad žrtvami pokolov, ki so bile žive pokopane, razrezane na kose ali prisiljene pobijati druga drugo, so se razširile po Evropi in zunaj nje. Pogromi so prispevali k oživitvi idej Isaaca Luria, ki je častil kabalo, in identificiranju Sabbatai Zevija kot Mesije. Orest Subtelny o tem piše:
Med letoma 1648 in 1656 so uporniki pobili na desettisoče Judov. Zaradi pomanjkanja zanesljivih podatkov je nemogoče ugotoviti natančnejše številke. Judje še danes štejejo vstajo Hmelnickega za enega največjih travmatičnih dogodkov v njihovi zgodovini.

## Spomin nanj
Po njem je dobilo ime ukrajinsko mesto Hmelnicki in Hmelnicka oblast. 
V večini ukrajinskih mest so ulice Bogdana Hmelnickega, v mestu Dnipro tudi avenija Bogdana Hmelnickega. 
Brigada "Hetman Bogdan Hmelnicki" je posebna enota oboroženih sil Ukrajine, zadolžena za zaščito predsednika republike.